# 奈良Dreamland
奈良Dreamland（日语： Nara Dorīmurando），簡稱Dreamland，是日本奈良縣奈良市北部一個已廢棄的主題樂園。主題樂園靈感來自加州迪士尼樂園，1961年7月1日開業。Dreamland作為奈良縣內的代表遊樂園廣受歡迎，在1970年代的高峰期，每年有150萬至160萬人次到訪。由於東京迪士尼度假區、日本環球影城落成，吸引觀光客，設施老舊的Dreamland競爭力弱，遊客數逐年下滑。2006年8月31日結束營業，並於2017年拆除。

## 籌備

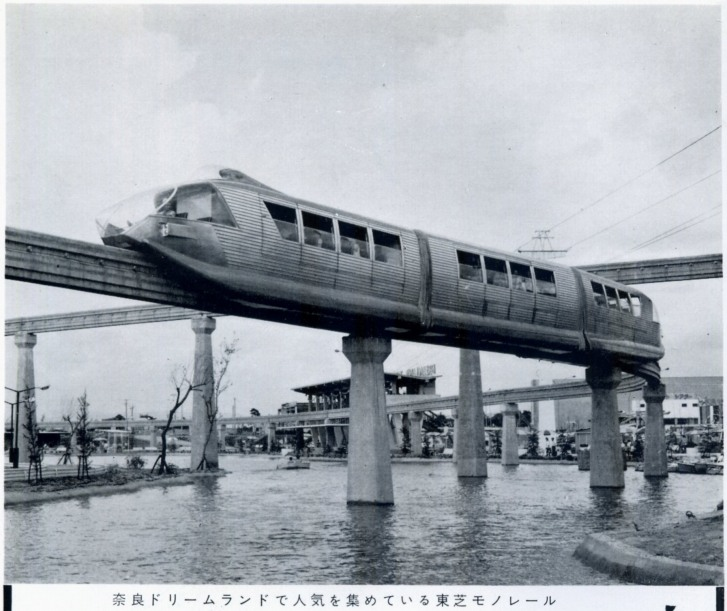
剛開園的Dreamland，攝於1961年

二戰結束後，美軍第25師指揮的第64野戰砲營於1945年9月24日起駐紮在奈良縣。入駐後，又徵用了厚生省的國家勞動訓練中心（現航空自衛隊奈良基地）和帝國陸軍步兵第38團訓練場，徵用了10年左右。後來美軍歸還了這片徵用地，奈良Dreamland也是徵用地的一部分。
當時，日本實業家松尾國三對剛開業的美國加州迪士尼樂園印象深刻。他會見了華特·迪士尼，並試圖將迪士尼樂園帶到日本。起初，迪士尼公司並沒有認真看待，回答說：「等時機成熟了，我們會幫助你。」後來，華特·迪士尼被松尾的熱情所打動。他帶著一群工程師前往日本，並將管理遊樂園的訣竅免費送給了松尾。免費提供技術和派遣工程師的目的，不是在日本建造迪士尼樂園，而是幫助日本人在日本建造自己的遊樂園。
隨後，奈良Dreamland試圖與迪士尼進行談判，將公園稱為「迪士尼樂園」，但迪士尼沒有同意。迪士尼堅持，只有由華特迪士尼幻想工程設計和監督的樂園才能被稱為「迪士尼樂園」，而僅靠提供技術訣竅和部分技術合作建造的樂園，不能被稱為「迪士尼樂園」。奈良Dreamland回應：「我們努力就特許經營協議進行談判，但雙方在費用（合同費）上互不讓步，所以我們不得不解除合同」。但美國迪士尼公司沒有正式宣布他們解除合同。不過，在開園前的廣告宣傳中，奈良Dreamland以「日本版迪士尼樂園」為口號宣傳。

## 營運

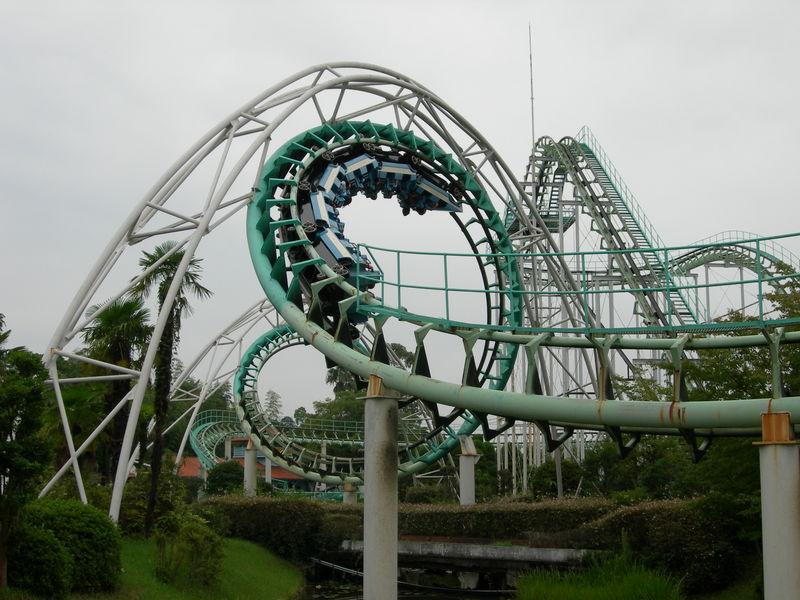
過山車，2005年攝

1961年7月1日，Dreamland開幕。公園入口的設計看起來幾乎與迪士尼樂園一模一樣，包括在入口有美國小鎮大街火車站，以及位在公園中心的睡美人城堡。Dreamland最初很受歡迎，因為它是日本最接近迪士尼樂園的地方。在高峰時期，該公園每年接待170萬遊客。
1983年，東京迪士尼樂園開幕，越來越多的人選擇去官方的迪士尼樂園，Dreamland每年的參觀人數下降到大約 100萬。1993年，Dreamland被連鎖超市大榮收購。2001年，東京迪士尼海洋與日本環球影城開業。自這兩個公園開放後，Dreamland每年遊客人數驟降至40萬人。原本公園是在除假日以外的每週二關閉，但是從2002年中期開始，為節省成本，公園只在周六、週日和節假日開放，平日休息。

## 閉園

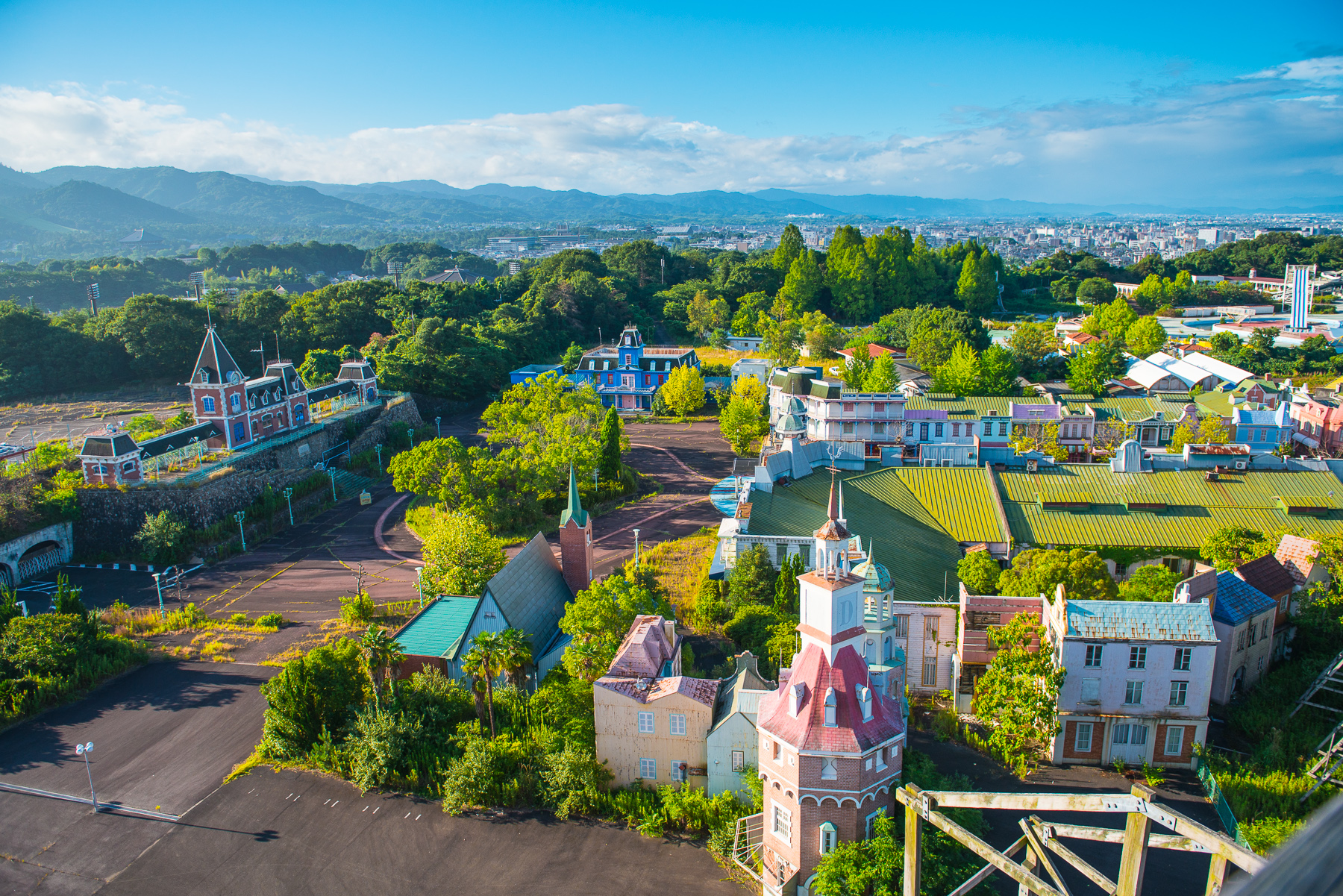
Dreamland停業後沒有立即拆除，園區內雜草叢生

2006年8月31日，公園正式停止營運。在Dreamland的所有者拖欠財產稅後，奈良市政府收回了公園的所有權。2013年，該市將該地塊掛牌拍賣，但無人出價。2015年，該市再次拍賣該地塊。一家名為SK Housing的大阪市房地產公司以7.3億日元中標，負責人稱這個價格「十分便宜」。
在公園關閉後，相關設施和遊戲裝置沒有被拆除，有不法侵入者出沒。在當地居民和縣警察要求下，在2016年10月開始，建築開始拆除。截至2019年，
所有設施都被拆除。

## 爭議

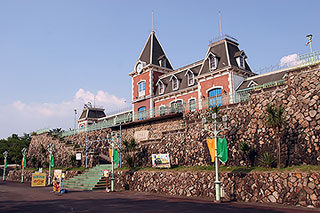
Dreamland模仿了迪士尼小鎮大街的外觀

奈良Dreamland模仿了迪士尼樂園，創造了一個外觀與迪士尼非常相似，但技術水平較低的遊樂園，這也是後來引進日本版迪士尼樂園的一個主要障礙。
東京迪士尼度假區的運營商Oriental Land的董事長兼首席執行官加賀見俊夫在他的書中寫道，雖然他沒有直接說出Dreamland的名字，但當華特迪士尼看到奈良Dreamland的照片時，他非常生氣，說：「我再也不會與日本人合作了！」之後，美國迪士尼公司完全拒絕與京成電鐵公司和三井不動產公司就在日本建設迪士尼樂園的事項進行談判，這使得迪士尼樂園在日本的引進變得非常困難。